# Pluft, o Fantasminha (2022)
Pluft, o Fantasminha é um filme infantil brasileiro de 2022, dirigido por Rosane Svartman e roteirizado pela própria diretora em parceria com José Lavigne e Cacá Mourthé, baseado na peça de teatro homônima de Maria Clara Machado. O filme é protagonizado por Nicolas Cruz e Lola Belli e acompanha a aventura de um fantasma que tem medo de gente, no entanto torna-se amiga da jovem Maribel e tenta salvá-la das garras do temido  pirata Perna-de-Pau. O filme conta ainda com as atuações de Juliano Cazarré, Fabiula Nascimento, Lucas Salles, Hugo Germano e Arthur Aguiar no elenco.

## Enredo
Na trama, a jovem Maribel (Lola Belli) é sequestrada pelo implacável pirata Perna-de-Pau (por Juliano Cazarré), que busca o tesouro deixado por seu falecido avô, o Capitão Bonança Arco-íris. Enquanto aguarda por ajuda na antiga casa abandonada do capitão, Maribel conhece os marinheiros Sebastião (Arthur Aguiar), João (Lucas Salles) e Juliano (Hugo Germano), grandes amigos do capitão, que se envolvem em uma busca desajeitada pela garota. No entanto, eles nunca chegam, e Maribel acaba fazendo amizade com o fantasminha Pluft (Nicolas Cruz), que tem um medo terrível de pessoas, além de conhecer a Mãe Fantasma (Fabiula Nascimento) e o Tio Gerúndio (José Lavigne).
A partir do encontro com Maribel, Pluft dá o seu primeiro passo para superar o seu medo de pessoas. Uma grande amizade nasce desse encontro, juntamente com planos para enfrentar Perna-de-Pau e libertar a garota. Orgulhosa dos avanços de seu filho, a Mãe Fantasma compartilha sua evolução e busca conselhos com a Prima Bolha (Daniela Cecato Barbyeri), contando também com o apoio do sábio Tio Gerúndio. O vilão, embora não seja mais desajeitado do que os marinheiros, não desiste até encontrar o tão desejado tesouro. Para relaxar, ele costuma frequentar uma taberna onde piratas, marinheiros e boêmios vivem em conflito de uma maneira peculiar. No entanto, ele não faz ideia de que sua invencibilidade está chegando ao fim e que será confrontado por duas crianças, sendo uma delas Pluft.

## Elenco
- Nicolas Cruz como Pluft
- Lola Belli como Maribel
- Juliano Cazarré como Pirata Perna de Pau
- Fabiula Nascimento como Dona Fantasma
- Arthur Aguiar como Sebastião
- Lucas Salles como João
- Hugo Germano como Juilão
- José Lavigne como Tio Gerúndio
- Daniela Cecato Barbyeri como Prima Bolha
- Gregório Duvivier
- Orã Figueiredo
- Simone Mazzer
- Ricardo Kosovski

## Produção
Lançado com status de "a maior produção infanto-juvenil do cinema brasileiro", o filme simboliza o marco de ser a primeira produção infantil brasileira em live-action em 3D. Pluft, o Fantasminha é dirigido por Rosane Svartman (mais conhecida por seus trabalhos como autora na televisão, como Totalmente Demais e Bom Sucesso) e produzido por Clélia Bessa. As filmagens do filme apresentam um pioneirismo ao utilizar gravações subaquáticas para dar vida ao universo fantástico do mundo dos fantasmas. O elenco estrelado inclui Juliano Cazarré, Fabiula Nascimento, Arthur Aguiar, Lucas Salles, Hugo Germano, com participações especiais de Orã Figueiredo, Gregório Duvivier, Simone Mazzer, Ariane Souza, Thaís Souza e Ricardo Kosovski. O filme também conta com a apresentação dos jovens atores Lola Belli e Nicolas Cruz, que interpretam os personagens Maribel e Pluft, respectivamente.
Pluft, o Fantasminha é a segunda adaptação cinematográfica da clássica peça teatral escrita por Maria Clara Machado, que teve sua primeira encenação em 1955. Em 1962, foi lançada a primeira versão da obra para o cinema, dirigida por Romain Lesage, que também revolucionou o cinema brasileiro como o primeiro filme a cores totalmente processado em laboratórios brasileiro. Com produção da Raccord Filmes, coprodução da Globo Filmes e do Gloob, e distribuição pela Downtown Filmes, o longa-metragem recebeu investimentos do BNDES, Librelato e RioFilme, órgão vinculado à Secretaria de Governo e Integridade Pública da Prefeitura do Rio. O filme foi desenvolvido com recursos do Programa de Editais da Secretaria de Estado de Cultura e Economia Criativa do Rio de Janeiro 2011/2012. A obra também contou com recursos públicos geridos pela Agência Nacional do Cinema (ANCINE) e investimentos do Fundo Setorial do Audiovisual (FSA), administrados pelo BRDE.
O roteiro foi assinado por Cacá Mourthé, sobrinha de Maria Clara Machado, e José Lavigne, que trabalharam durante muitos anos com a autora no Teatro Tablado. A trilha sonora original é de autoria de Tim Rescala e conta com interpretações de Frejat, Simone Mazzer, do Coral da Gente com a Orquestra Sinfônica de Heliópolis, além do coro infantil da UFRJ, acompanhados por piano, violinos, flautas, contrabaixos, percussão, bateria e trompete. As filmagens do filme ocorreram em 2017, porém, devido à extensa pós-produção, que envolveu a aplicação de diversos efeitos especiais, demandou um tempo considerável. Infelizmente, quando o projeto estava próximo da finalização, ocorreu a eclosão da pandemia.

## Lançamento
Pluft, o Fantasminha foi lançado diretamente nos cinemas do Brasil a partir de 21 de julho de 2022 pela Downtown Filmes. O filme participou ainda da mostra de filmes do MOTELX - Festival Internacional de Cinema de Terror de Lisboa, em Lisboa, Portugal, em 9 de setembro de 2022.

### Série de televisão
Em 2023, a TV Globo adaptou as filmagens do filme em formato de minissérie, a qual foi exibida aos domingos entre 8 e 23 de janeiro em três episódios.

## Recepção

### Crítica
Pluft foi recebido com avaliações mistas por parte dos críticos especializados. De acordo com Matheus Mans, crítico do website Esquina da Cultura, o filme apresenta atuações que não causam desconforto para as crianças. As interpretações cheias de trejeitos de Juliano Cazarré e Fabiula Nascimento, como o divertido Perna-de-Pau e a mãe de Pluft, aumentam o aspecto lúdico da história. Lola Belli demonstra ser uma verdadeira estrela, trazendo profundidade à personagem Maribel, que se apresenta de forma mais contemporânea. Ela não é mais tão passiva como no texto original, mostrando força, convicções próprias e não apenas observando a vida passar. Para Mans, o aspecto mais interessante é como o filme não tem medo de assumir riscos, não apenas narrativos, mas também técnicos. Para conferir maior autenticidade ao protagonista fantasma, as cenas em que ele flutua no ar foram gravadas debaixo d'água. Embora haja alguns pequenos erros, como bolhas de ar que aparecem ocasionalmente nos cabelos, essa abordagem traz fluidez genuína, sem exageros visuais. A tecnologia 3D, embora seja utilizada apenas em algumas cenas ao longo do filme, funciona bem e agrada ao público infantil.
Robledo Milani, crítico do Papo de Cinema, escreveu que o filme apresenta um conflito entre forma e conteúdo. Enquanto há um esforço considerável para criar uma aparência que seja atrativa para o público do século XXI, com suas referências modernas e múltiplas telas, pouco é feito para contextualizar o texto da história. As crianças, que são as protagonistas, se comportam como se ainda estivessem na década de 1950, reproduzindo atitudes e reações ingênuas e desprovidas de perspicácia, restringindo a faixa etária de alcance público do filme a um público muito jovem, pré-alfabetizada. No entanto, Milani elogiou os aspectos técnicos do filme: "A representação dos fantasmas, com suas particularidades e características, são de grande perfeição, gerando um envolvimento não só no exercício dramático, mas também em todo esforço em relação ao desenrolar dos eventos entre os personagens. A técnica desenvolvida, que exigiu filmagens aquáticas, se mostra adequada a uma recriação do etéreo, bem de acordo com a proposta".
Do Estação Nerd, Hiccaro Rodrigues escreveu: "Um pequeno problema da produção é o ritmo com que os acontecimentos vão sendo apresentados ao público, tudo isso se deve a construção da mensagem, mas é necessário citar que o filme peca nesse quesito é a trama no segundo ato é arrastada, mas nada que prejudique a experiência. Do elenco os grandes destaques são a estreante Lola Belli, que tem uma grande atuação na tela grande e conquista com seu imenso carisma e Juliano Cazaré que vive o temido e divertido Pirata Perna-de-Pau. Lucas Salles, Hugo Germano e Arthur Aguiar emprestam seu talento para viver o trio de amigos da protagonista no melhor estilo Trapalhões e devem conquistar a criançada com sua performance. Por fim, é necessário fazer um destaque a trilha sonora do longa que é excelente. As músicas apresentadas agregam muito as cenas e ficam na cabeça. Destaque para as canções apresentadas na cena da taverna e as cantadas por Frejat".

### Prêmios e indicações
| Ano  | Associações                        | Categoria                        | Recipiente(s)               | Resultado |
| ---- | ---------------------------------- | -------------------------------- | --------------------------- | --------- |
| 2023 | Grande Prêmio do Cinema Brasileiro | Melhor Longa-Metragem – Infantil | Rosane Svartman             | Venceu    |
| 2023 | Grande Prêmio do Cinema Brasileiro | Melhor Direção                   | Rosane Svartman             | Indicado  |
| 2023 | Grande Prêmio do Cinema Brasileiro | Melhor Maquiagem                 | Mari Figueiredo e Cacá Zech | Indicado  |
| 2023 | Grande Prêmio do Cinema Brasileiro | Melhor Efeito Visual             | Sandro di Segni             | Venceu    |